# Landegge
 Landegge  ist eine Ortschaft  der Stadt Haren (Ems) im niedersächsischen Landkreis Emsland.

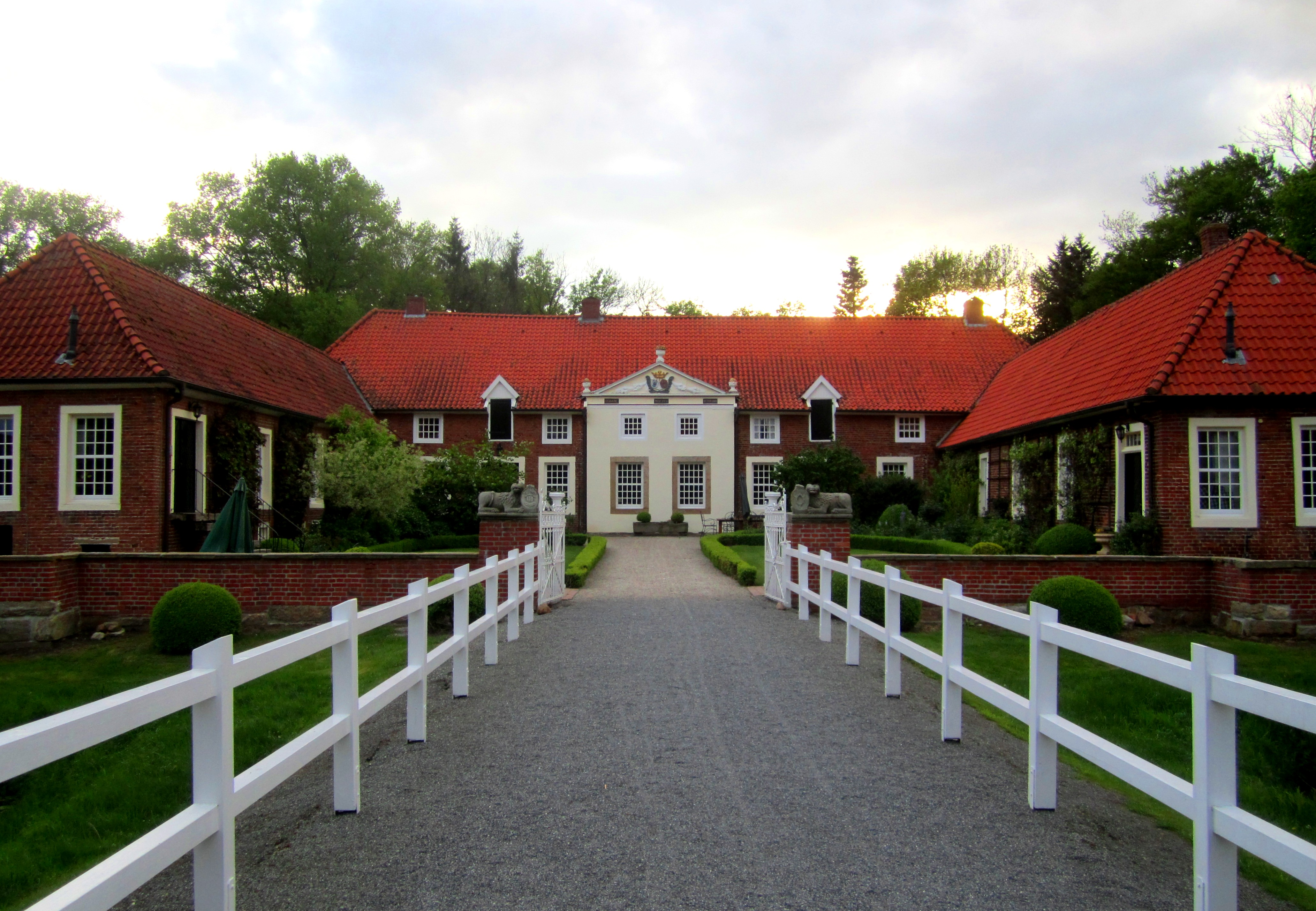
Haus Landegge

## Geschichte
In die germanische Zeit weist der Schatzfund von Landegge.

## Geografie und Verkehrsanbindung
Der Ort liegt nördlich des Kernbereichs von Haren direkt an der östlich verlaufenden Landesstraße L 48. Die A 31 verläuft westlich und die B 408 südlich.
Die Ems fließt östlich.

## Sehenswürdigkeiten
- Die katholische Kapelle St. Laurentius wurde als Fachwerkkirche im Jahr 1686 erbaut und 1960 saniert und erweitert.
- Die Wasserburg Haus Landegge, eine dreiflügelige, eingeschossige Anlage in Ziegelbauweise, stammt aus dem Ende des 17. Jahrhunderts. Bei ihr ist die alte Teilung in Vor- und Kernburg erhalten.[1] Das Haus Landegge ist ein Herrensitz, der 1695 für Wilhelm Diedrich von Schade errichtet wurde. Nach 1756 wechselten die Besitzer häufig. Der Gutshof beherbergt heute eine Ferien- und Reitanlage.
- Von der um 1178 erbauten Stiftsburg Landegge blieb nur der Burghügel erhalten. Auf dieser Burg dienten die Ritter von Langen als Burgmannen.